# Israel en los Juegos Olímpicos de Sochi 2014
Israel estuvo representado en los Juegos Olímpicos de Sochi 2014 por cuatro deportistas, tres hombres y una mujer, que compitieron en dos deportes.
El portador de la bandera en la ceremonia de apertura fue el patinador de velocidad en pista corta Vladislav Bykanov. El equipo olímpico israelí no obtuvo ninguna medalla en estos Juegos.